# Anhalts voetbalkampioenschap 1930/31
In 1930/31 werd het zeventiende Anhalts voetbalkampioenschap gespeeld, dat georganiseerd werd door de Midden-Duitse voetbalbond. 
SV Wacker Bernburg werd kampioen en plaatste zich voor de Midden-Duitse eindronde. De club versloeg Germania Halberstadt en verloor dan van Hallescher FC Wacker. 

## Gauliga
| Plaats | Club                    | Wed. | W  | G | V  | Saldo | Ptn.  |
| ------ | ----------------------- | ---- | -- | - | -- | ----- | ----- |
| 1.     | SV Wacker Bernburg      | 18   | 13 | 3 | 2  | 73:25 | 29:7  |
| 2.     | SV Viktoria 1903 Zerbst | 18   | 12 | 3 | 3  | 75:36 | 27:9  |
| 3.     | SpVgg 1898 Dessau       | 18   | 9  | 3 | 6  | 59:49 | 21:15 |
| 4.     | SV Dessau 05            | 18   | 6  | 6 | 6  | 45:47 | 18:18 |
| 5.     | SV 1907 Bernburg        | 18   | 6  | 6 | 6  | 39:43 | 18:18 |
| 6.     | SV Köthen 02            | 18   | 7  | 3 | 8  | 50:59 | 17:19 |
| 7.     | Köthener FC Germania 03 | 18   | 6  | 4 | 8  | 51:47 | 16:20 |
| 8.     | SC Köthen 09            | 18   | 6  | 2 | 10 | 38:44 | 14:22 |
| 9.     | SC Dessau 1911          | 18   | 4  | 3 | 11 | 43:75 | 11:25 |
| 10.    | 1. SC 1900 Zerbst       | 18   | 2  | 5 | 11 | 28:76 | 9:27  |

|  | Kampioen, geplaatst voor Midden-Duitse eindronde |
|  | Degradatie                                       |